# Naoki Nomura
Naoki Nomura (野村 直輝 Nomura Naoki?, Yamaguchi, 17 de abril de 1991) es un futbolista japonés que juega como centrocampista en el Oita Trinita de la J2 League.

## Trayectoria

### Clubes
| Club             | País  | Año       |
| ---------------- | ----- | --------- |
| Yokohama FC      | Japón | 2014-2018 |
| Tokushima Vortis | Japón | 2019      |
| Oita Trinita     | Japón | 2020-     |